# هرتسل روزنبلوم
هرتسل روزنبلوم (به عبری: הרצל רוזנבלום) همچنین مشهور به هرتسل وردی (۱۴ اوت ۱۹۰۳ - ۱ فوریه ۱۹۹۱)، روزنامه‌نگار، نویسنده و سیاست‌مدار اسرائیلی و از امضاکنندگان منشور استقلال اسرائیل بود.

## زندگی‌نامه

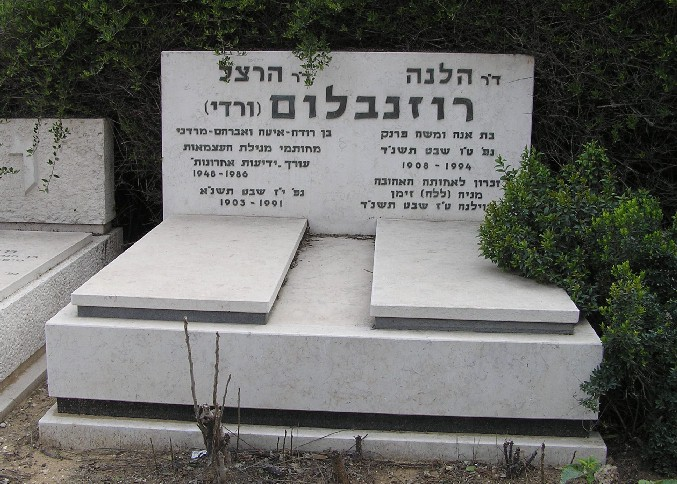
تصویری از سنگ آرامگاه هرتسل روزنبلوم و همسرش در تل‌آویو.

وی در یک خانواده یهودی در شهر کاوناس، لیتوانی متولد شد. بخاطر یهودستیزی در لیتوانی، مجبور به مهاجرت به اتریش شد. تحصیلات خود را در دانشگاه وین در رشته اقتصاد و حقوق، تا درجه دکترا ادامه داد. در سال ۱۹۳۵ میلادی به قیمومیت بریتانیا بر فلسطین مهاجرت کرد.
وی یکی از امضاکنندگان منشور استقلال اسرائیل بود و نقش مهمی در تشکیل کشور اسرائیل داشت. در هنگامی که نوبت وی برای امضای منشور استقلال بود، داوید بن گوریون از وی خواست تا به جای استفاده از نام «روزنبلوم»، از نام عبری «وردی» به عنوان نام فامیل استفاده کند و وی نیز با این نام، منشور استقلال اسرائیل را امضا کرد. هرتسل روزنبلوم، بعدها نام فامیل خود را، رسماً به «وردی» عوض کرد.
وی به مدت ۳۵ سال، در روزنامه یدیعوت اخرونوت، به روزنامه‌نگاری اشتغال داشت. در زمان سردبیری وی، یدیعوت اخرونوت به پرتیراژترین روزنامه عبریزبان چاپ اسرائیل مبدل شد.
هرتسل روزنبلوم در تاریخ ۱ فوریه ۱۹۹۱ در شهر تل‌آویو درگذشت.